# Gennaro Maria D'Afflitto
Pour les articles homonymes, voir D'Afflitto.
Gennaro Maria D'Afflitto, né en 1618 à Naples et mort dans cette même ville en 1673, est un dominicain et ingénieur militaire italien.

## Biographie
Versé dans les sciences mathématiques, il en fit de savantes applications à l'art de fortifier les places. Appelé en Espagne par don Juan d'Autriche, il y publia un traité des fortifications, 2 vol. in-4°. Il fit aussi imprimer des Mélanges théologiques et philosophiques, et mourut à Naples, en 1673.

## Œuvres
- De igne et ignivomis, Saragosse, Diego Dormer, 1661 (lire en ligne)
- De munitione et fortificatione (Matriti s. d.)
- Il breve trattato delle moderne fortificazioni, Florence, all'insegna della Stella, 1665 (lire en ligne)
- Introduzione alla moderna fortificazione, Florence, nella stamp. di s.a.s. per il Vangelisti, e Matini, 1667 (lire en ligne)